# Corporació sense ànim de lucre
Una corporació sense ànim de lucre és qualsevol entitat jurídica que s'hagi constituït sota la llei de la seva jurisdicció amb finalitats diferents de la obtenció de beneficis per als seus propietaris o accionistes. Depenent de les lleis de la jurisdicció, una corporació sense ànim de lucre pot sol·licitar el reconeixement oficial com a tal i pot ser gravada de manera diferent a les corporacions amb ànim de lucre i tractar-se de manera diferent d'altres maneres.

Versió 2022 de la marca del logotip de Certified B Corporation. Aquesta marca B Corp només la poden utilitzar les empreses certificades pel B Lab sense ànim de lucre.

## Empreses sense ànim de lucre de benefici públic
Una corporació sense ànim de lucre de benefici públic és un tipus de corporació sense ànim de lucre constituïda per un govern estatal i organitzada principalment o exclusivament amb finalitats socials, educatives, recreatives o benèfiques per ciutadans amb idees afins. Les corporacions sense ànim de lucre de benefici públic es diferencien a la llei de les corporacions sense ànim de lucre de benefici mutu perquè s'organitzen per al benefici públic general, més que per l'interès dels seus membres. També es diferencien a la llei de les corporacions religioses.

## Empreses sense ànim de lucre de benefici mutu
Una corporació sense ànim de lucre de benefici mutu o corporació de membres, als Estats Units, és un tipus de corporació sense ànim de lucre constituïda per un govern estatal que existeix per servir als seus membres de maneres diferents d'obtenir i distribuir-los beneficis. Per tant, no pot obtenir l'estatus sense ànim de lucre de l'IRS 501(c)(3) com a organització benèfica.
Una corporació de benefici mutu pot ser sense ànim de lucre o sense ànim de lucre, però encara ha de pagar les taxes d'impost de societats habituals. Una corporació de benefici mutu pagarà els mateixos impostos que una corporació regular amb ànim de lucre, amb tipus d'impost sobre societats C. Les corporacions de benefici mutu encara han de presentar declaracions d'impostos i pagar l'impost sobre la renda perquè no estan constituïdes per a un propòsit del qual es pugui beneficiar qualsevol persona del món. Les corporacions de benefici mutu es formen amb finalitats sense ànim de lucre, com ara gestionar una associació de condominis, un districte de negocis del centre de la ciutat o una associació de propietaris.
Una cooperativa de serveis públics és un exemple de MBNC.

## Corporació religiosa
Una corporació religiosa és una corporació sense ànim de lucre organitzada per promoure finalitats religioses.
Sovint, aquest tipus de corporacions estan reconegudes per la llei a nivell subnacional, per exemple, pel govern d'un estat o província. L'agència governamental responsable de regular aquestes corporacions sol ser el titular oficial dels registres, per exemple, un secretari d'estat d'estat. Les corporacions religioses es formen com totes les altres corporacions sense ànim de lucre mitjançant la presentació d'articles de constitució a l'estat. Els articles de les corporacions religioses han de tenir el llenguatge estàndard exempt d'impostos que requereix l'IRS.
Les corporacions religioses estan subjectes a requisits de presentació i informes estatals i federals menys rigorosos que moltes altres organitzacions exemptes d'impostos, com ara les corporacions sense ànim de lucre de benefici mutu o les corporacions sense ànim de lucre de benefici públic. Segons l'estat en què es trobin, també poden estar exempts d'algunes de les inspeccions o normatives que regulen els col·lectius no religiosos que realitzen els mateixos serveis.